# Корбин, Джереми
Джереми Бернард Корбин (англ. Jeremy Bernard Corbyn, /ˈkɔːbɪn/; род. 26 мая 1949 года) — британский политик, член парламента от округа Ислингтон-Норт с 1983 года. Он был членом Лейбористской партии с 1965 года до своего исключения в 2024 году и членом фракции Группы социалистической кампании. Корбин занимал пост лидера оппозиции и лидера Лейбористской партии с 2015 по 2020 год; идеологически он идентифицирует себя как социалиста левого толка.
Корбин родился в Чиппенхэме и вступил в Лейбористскую партию ещё в подростковом возрасте. Переехав в Лондон, он стал представителем профсоюза. В 1974 году Корбин был избран в Совет лондонского боро Харинги и стал секретарем отделения Лейбористской партии в округе Хорнси, после чего был избран депутатом от округа Ислингтон-Норт в 1983 году. Корбин был активистом антифашистского действия, движений против апартеида, за ядерное разоружение, единую Ирландию и палестинскую государственность. Будучи рядовым членом парламента, он регулярно голосовал против позиции партийного руководства, в том числе против нового лейбористского правительства Тони Блэра. Корбин выступал против войны в Ираке и возглавлял коалицию «Остановите войну» с 2011 по 2015 год. После отставки лидера лейбористов Эда Милибэнда после поражения партии на всеобщих выборах 2015 года, Корбин победил на новых выборах лидера партии и стал его преемником. Количество членов Лейбористской партии резко возросло как во время его предвыборной кампании, так и после его избрания.
Победа Корбина ознаменовала смещение лейбористской партии влево: политик выступал за ренационализацию коммунальных услуг и железных дорог, менее интервенционистскую военную политику и отмену мер жесткой экономии по отношению к социальному обеспечению и государственным услугам. Хотя Корбин иногда критиковал Европейский союз, он поддержал кампанию за сохранение членства Великобритании в организации на референдуме в 2016 году. После того, как члены парламента от Лейбористской партии попытались свергнуть его в 2016 году, он выиграл второе выборы лидера, победив Оуэна Смита с перевесом в 20% голосов. На всеобщих выборах 2017 года лейбористы под руководством Корбина набрали 40% голосов, увеличив свою долю примерно на 10%, что стало самым большим ростом для партии с 1945 года. Во время своего пребывания на посту лидера Корбин подвергался критике за антисемитизм внутри партии. В 2019 году, после тупиковой ситуации в парламенте по вопросу решения проблемы Брексита, Корбин поддержал проведение референдума по соглашению о выходе из Евросоюза, объявив о своей личной нейтральной позиции по этому вопросу. На выборах 2019 года доля голосов лейбористов упала до 32 процентов, что привело к потере 60 мест, в результате чего партия получила 202 места — наименьшее количество с 1935 года. Корбин оставался лидером лейбористов в течение четырех месяцев, пока не состоялись выборы руководства, которое должно было его заменить. Его отставка с поста лидера лейбористов официально вступила в силу в апреле 2020 года после избрания Кира Стармера, который привел партию к победе на следующих всеобщих выборах в 2024 году с долей голосов в 34 процента.
После того, как Корбин заявил о том, что масштабы антисемитизма в партии были преувеличены по политическим причинам, он был исключён из парламентской фракции. В мае 2024 года руководство лейбористов не разрешило ему баллотироваться в качестве кандидата от партии в своем избирательном округе, после чего он объявил, что будет баллотироваться как независимый кандидат; после этого он был окончательно исключен из Лейбористской партии. Корбин смог выиграть переизбрание, набрав около 49% голосов в своём округе. В июле 2025 года Корбин вместе с Зарой Султаной объявил о создании новой политической партии.

## Происхождение
Мать Корбина преподавала математику в школе, а отец был электротехником. Родители состояли в Лейбористской партии и познакомились на конференции в поддержку республиканцев в гражданской войне в Испании.

## Политическая карьера
Избирался в горсовет лондонского округа Харинги (1974—1983). В 1983 году был избран в британский парламент от округа Ислингтон-Норт Большого Лондона и примкнул к группе «Социалистическая кампания» (наиболее левая часть лейбористов). Семь раз подряд переизбирался по своему округу, набирая не менее 50 % голосов. Вообще в этом самом маленьком по площади избирательном округе Великобритании (735 гектаров) лейбористы неизменно побеждают с 1937 года.
С 2005 года голосовал против решений своей партийной фракции 238 раз (25 %), что делает его одним из самых «мятежных» парламентариев-лейбористов, наравне только с Кейт Хой.

### Лидер Лейбористской партии
12 сентября 2015 года был избран лидером Лейбористской партии Великобритании, набрав около 60 % на внутрипартийных выборах. Поскольку лейбористы являются самой большой оппозиционной партией в Палате общин, Корбин стал официальным лидером оппозиции.
28 июня 2016 года, на фоне итогов референдума о выходе Великобритании из Евросоюза и массовых отставок членов лейбористского теневого кабинета, 172 парламентария-лейбориста проголосовали за вотум недоверия Корбину (40 депутатов высказались в его поддержку). В тот же день премьер Британии Дэвид Кэмерон обратился в парламенте к Корбину с просьбой «ради всего святого» уйти в отставку. Однако на проведённых 24 сентября 2016 года выборах лидера Лейбористской партии Корбин вновь победил в первом туре, даже улучшив свой результат до 61,8 % — его оппонент Оуэн Смит получил 38,2 %.
На парламентских выборах 2017 года лейбористы под началом Корбина провели мощную предвыборную кампанию, направленную на критику консервативной экономии государственных расходов, совершенно неожиданно, хотя и не сумели победить, но улучшили свой результат по сравнению с предыдущими выборами на 9,5 % от общего количества голосов (до 40 %) и на 30 депутатских мест (до 262). Премьер-министром Великобритании осталась Тереза Мэй, проведшая неудачную предвыборную кампанию, но правящая консервативная партия утратила большинство в парламенте и была вынуждена, чтобы не допустить к власти лейбористов Корбина, вступить в коалицию с североирландскими лоялистами из DUP.
В ходе агитационной кампании к внеочередным выборам 2019 года сделал особый акцент на предложении лейбористов запустить программу обеспечения бесплатного широкополосного доступа в Интернет для всех граждан Великобритании к 2030 году.
12 декабря 2019 года состоялись выборы, на которых лейбористы потерпели тяжелейшее поражение, получив 203 места в Палате общин из 650 — меньше, чем на выборах 1983 года, после победы Великобритании в Фолклендской войне при консервативном премьер-министре Маргарет Тэтчер. 13 декабря Корбин выступил с коротким заявлением по поводу четвёртого подряд поражения лейбористов на парламентских выборах, объяснив катастрофу расколом внутри лейбористского электората по вопросу Брекзита и не принеся извинений сторонникам партии за худший для неё исход выборов с 1935 года. Он также заявил о готовности уйти в отставку после избрания нового лидера.
4 апреля 2020 года в первом туре прямых выборов лидера партии победил Кир Стармер.

### Исключение из фракции Лейбористской партии в Палате общин и Лейбористской партии
29 октября 2020 года Комиссия по равенству и правам человека опубликовала доклад с обвинением Лейбористской партии в нарушении закона в период лидерства Корбина, а именно в 23 случаях политического вмешательства партийного руководства в расследование жалоб на проявления антисемитизма, а также в недостаточной подготовке должностных лиц, расследующих заявления о фактах антисемитизма, и в травле заявителей. Корбин назвал выводы комиссии сильным преувеличением проблемы, вследствие чего в этот же день его членство в партии и парламентской фракции было приостановлено.
17 ноября 2020 года членство Корбина в партии восстановлено, но, по заявлению нового лидера Кира Стармера, его предшественник остаётся вне парламентской фракции.
После объявления выборов в Палату общин Великобритании в 2024 году, Корбину не разрешили баллотироваться по округу Ислингтон-Норт от Лейбористской партии, в результате чего он объявил об участии в выборах в качестве самовыдвиженца. После этого он был исключен из Лейбористской партии, в которой состоял почти 60 лет. В итоге Корбин победил на выборах и прошёл в Парламент, с перевесом в 7 247 голосов над ближайшим соперником.

## Политические взгляды
Считается одним из самых левых членов Лейбористской партии и является членом Socialist Campaign Group (группы левых лейбористов в парламенте). Ведёт еженедельную колонку в The Morning Star.
Является давним сторонником Кампании за ядерное разоружение (выступает за одностороннее ядерное разоружение). Ратует за роспуск НАТО. Высказывал симпатии политике Уго Чавеса.
Выступал как категорический противник войны в Ираке на многих антивоенных митингах в Великобритании и за рубежом. Был избран членом руководящего комитета Stop the War. 31 октября 2006 года Корбин стал одним из 12 парламентариев-лейбористов, поддержавших инициативу Партии Уэльса и Шотландской национальной партии провести расследование причин Иракской войны. В 2011—2015 годах возглавлял коалицию Stop the War.
В 2022 году выступил против военной поддержки Украины в конфликте с Россией. «Отправка оружия не приведет к решению, оно только продлит и усугубит эту войну», — заявил Корбин. Он призвал ООН занять «гораздо более умеренную позицию» и предложил привлечь другие международные организации, такие как Африканский союз или Лига арабских государств, если ООН не сможет помочь в переговорах о прекращении огня.

## Кампании
В 1982 году активно выступил против попытки исключения из Лейбористской партии троцкистской фракции «Милитант» с заявлением, что «если из партии будут исключать „Милитант“, то нас тоже следует исключить». В том же году он являлся временным председателем т. н. «Комитета против охоты на ведьм», штаб-квартира которого была зарегистрирована по адресу его проживания.
Является давним сторонником объединения Ирландии и ещё в 1984 году приглашал лидера Шинн Фейн Джерри Адамса в Лондон.
Является видным членом Amnesty International. Он агитировал за привлечение к суду бывшего чилийского диктатора Пиночета.
Согласно статье BBC, Корбин вместе с Джоном МакДоннеллом подписали петицию, призывающую Великобританию легализовать организацию «Тигры освобождения Тамил-Илама», которая Европейским союзом объявлена террористической.
В 2013 году присутствовал на конференции в Лондоне, организованной министерством иностранных дел Аргентины, призывая к диалогу между Великобританией и Аргентиной по вопросу суверенитета Фолклендских (Мальвинских) островов.
В 2013 году выступил в поддержку прав далитов (неприкасаемых). Заявил в газете Indian Express, что кастовые предрассудки «экспортируются в Великобританию через индийские диаспоры. Те же самые представления о превосходстве, нечистоте и обособленности, похоже, присутствуют в общинах выходцев из Южной Азии, в настоящее время проживающих в Великобритании».
Как член парламента поддерживается профсоюзом UNISON.
Является антифашистом и выступает против Британской национальной партии.

## Личная жизнь
Является младшим братом Пирса Корбина, известного в Великобритании противника теории глобального потепления.
Был трижды женат, последний раз женился в 2013 году на Лауре Альварес (мексиканка, моложе Корбина на 20 лет). Имеет троих сыновей. Живёт в районе парка Финсбери. Ранее проживал на Лозанна-роуд в микрорайоне (residential area) Харринги (Harringay), где принимал активное участие в обеспечении будущего небольшого местного парка, созданного на месте участка, разбомбленного во время Второй мировой войны.
Корбин не любит говорить о своих религиозных взглядах, считая их глубоко личным делом. О себе он говорит: «Я не трачу много денег, я живу очень нормальной жизнью. У меня нет машины и я езжу на велосипеде». С 20 лет Корбин является убеждённым вегетарианцем. Стать вегетарианцем его побудила работа на свиноферме на Ямайке, где он стал свидетелем жестокого обращения с животными.

## Награды
В 2001 году был удостоен титула «Борода года», после того как сказал, что его борода — это «форма несогласия» против «Нового лейборизма».